# بابلو باتالا
بابلو باتالا (بالإسبانية: Pablo Batalla)‏ (16 يناير 1984 بقرطبة في الأرجنتين - ) هو لاعب كرة قدم أرجنتيني في مركز الوسط. لعب مع بورصا سبور وجيمناسيا لابلاتا وديبورتيفو كالي وفيليز سارسفيلد وكيلمس ونادي باتشوكا ونادي بكين سينوبو غوان.

## وصلات خارجية
- بابلو باتالا على موقع الاتحاد الأوربي (الإنجليزية)
- بابلو باتالا على موقع اتحاد تركيا (لاعب) (الإنجليزية)
- بابلو باتالا على موقع قاعدة بيانات كرة القدم.إي يو (الإنجليزية)
- بابلو باتالا على موقع Soccerway.com (الإنجليزية)
- بابلو باتالا على موقع عالم كرة القدم.نت (الإنجليزية)